# South Ronaldsay
South Ronaldsay (staronorsky Rognvaldsey, tj. Rognvaldův ostrov,gaelsky Raghnallsaigh, skotsky Sooth Ronalshee) je po ostrovech Mainland, Hoy a Sanday se svou rozlohou téměř 50 km² v pořadí čtvrtý největší ze sedmi desítek ostrovů v Orknejském souostroví. Z administrativního hlediska je ostrov v rámci Spojeného království součástí skotské správní oblasti Orkneje.

## Geografie
Ostrov se nachází v nejjižnější části Orknejského souostroví, od severních výběžků skotského pobřeží je vzdálený zhruba 12 km . Mezi South Ronaldsay a Skotskem se nacházejí ještě menší ostrovy Stroma, Swona, Muckle Skerry a několik dalších zcela malých ostrůvků. Nejvyšším bodem ostrova je 118 metrů vysoké návrší Ward Hill. Na severu je South Ronaldsay spojen hrází s ostrovem Burray.
Na ostrově South Ronaldsay podle sčítání v roce 2011 žilo 909 obyvatel. Lodní spojení s pevninou je zajišťováno z malého přístavu Burwick do John o' Groats na skotském pobřeží. Nejvýznamnějším sídlem na ostrově je obec St Margaret's Hope, pravděpodobně pojmenovaná po královně Markétě I. Skotské (1283–1290), dceři norského krále Erika II., která údajně během své korunovační cesty do Skotska zemřela na ostrově South Ronaldsay ve věku sedmi let. Podle jiných teorií je obec pojmenovaná po svaté Markétě Skotské, skotské královně z 11. století, manželce krále Malcolma III. a patronce Skotska. Co do počtu obyvatel je St Margaret's Hope třetím nejlidnatějším sídlem na Orknejích.
Pokud jde o ostrovní faunu, zvláštní pozornost si zaslouží místní endemický druh orknejského hraboše Microtus arvalis ronaldshaiensis. Radiokarbonovou metodou byly nejstarší fosilie tohoto druhu datovány do doby 4600 let BP, tj. zhruba kolem 2550 př. n. l.

## Historie
Jednou z nejvýznamnějších historických památek nejen na South Ronaldsay, ale i v celém souostroví, je neolitická komorová hrobka, zvaná Tomb of the Eagles (Hrobka orlů), která se nachází v nejjižnější části ostrova.

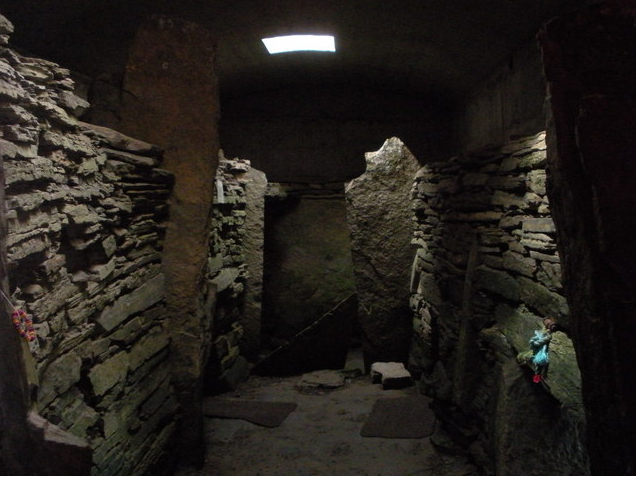
Interiér hrobky Tomb of the Eagles

Hrobku z doby kamenné, starou asi 5000 let, objevil v roce 1958  na jihozápadním pobřeží místní farmář Ronald Simison při hledání vhodných stavebních kamenů. V hrobce, jejíž komora je dlouhá 8,2 metru a má tři postranní prostory, bylo nalezeno na 16000 lidských kostí a 725 kostí ptačích, převážně kostí orla mořského. Odhaduje se, že hrobka sloužila k pohřbívání přibližně po dobu jednoho tisíce let.
Zhruba 700 metrů jihozápadně od této památky bylo v roce 1972 objeveno 3000 let staré spáleniště s pozůstatky kamenné stavby z doby bronzové.
Na poloostrově Hoxa v severozápadní části ostrova South Ronaldsay se nachází broch, o němž se traduje, že v jeho prostorách byl pohřben orknejský vládce Thorfinn Torf-Einarsson, který zemřel v roce 963.  
Podle zpráv ze 17. století bylo v té době na South Ronaldsay devět křesťanských kaplí a ostrov byl popisován jako velmi úrodný a hustě osídlený. V 19. století se South Ronaldsay, zejména St Margaret's Hope, stal centrem rybářského průmyslu a obchodu se sledi na jižních ostrovech Orknejského souostroví.
Na ostrově, který z jihu ohraničuje chráněnou zátoku Scapa Flow, známou základnu válečného loďstva Britského královského námořnictva v první i druhé světové válce, se dochovaly některé stavby a památníky z tohoto období.

## Galerie

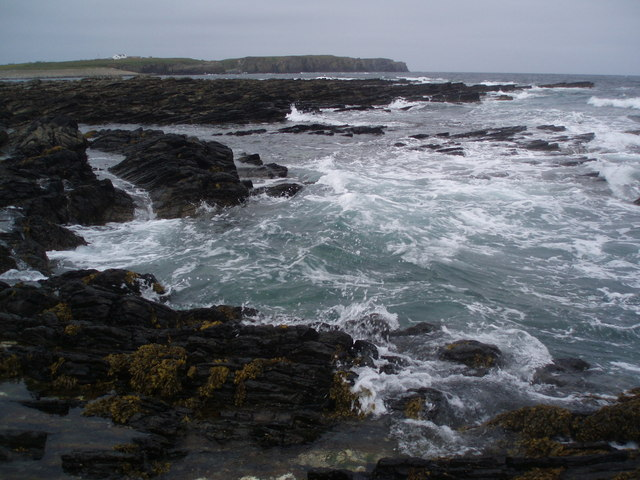
Nejjižnější číst pobřeží South Ronaldsay
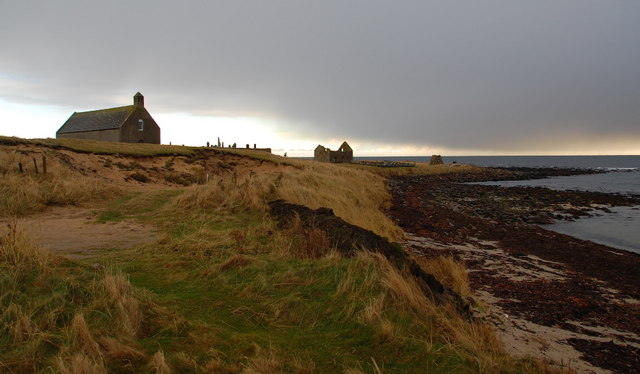
Budovy v lokalitě Kirkhouse Point
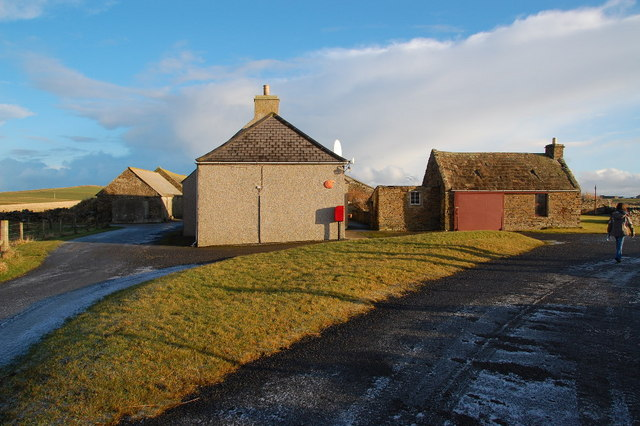
Pošta v přístavu Burwick na jihu ostrova
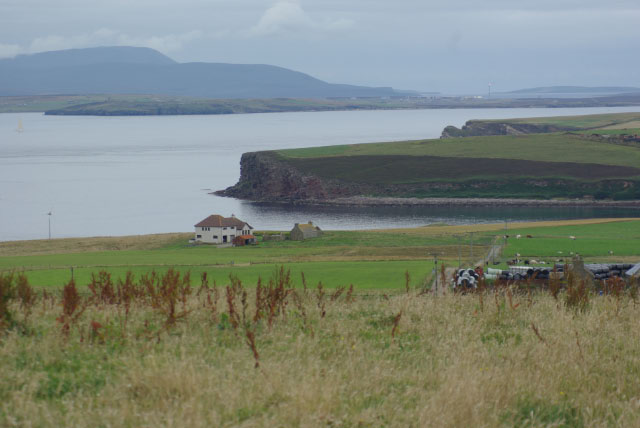
Pohled k severozápadu na ostrovy Flotta a Hoy
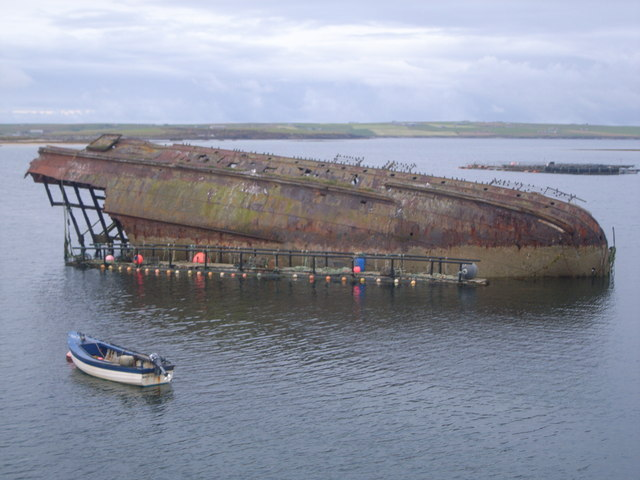
Lodní vrak u tzv. Churchillovy bariéry č.3
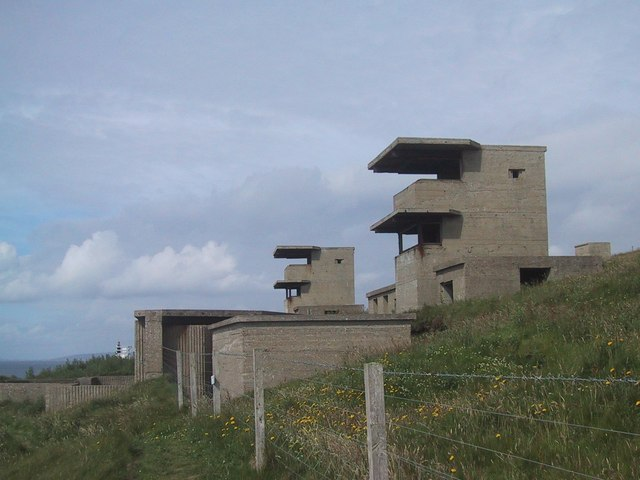
Pevnosti (baterie) z roku 1941 na Hoxa Head